# Musica senza musicisti
Musica senza musicisti è il primo album in studio del rapper e cantautore italiano Dargen D'Amico, pubblicato nel 2006 dalla Giada Mesi, etichetta discografica indipendente da lui fondata.
In un'intervista rilasciata nel 2017, l'autore ha stilato una classifica dei suoi stessi dischi, collocandolo all'ottavo posto.

## Descrizione
Musica senza musicisti si compone di 23 brani realizzati a Milano tra l'ottobre 2004 e il gennaio 2006, durante il quale D'Amico si è avvalso della collaborazione di vari artisti, tra cui Frankie Gaudesi, Steno Fonda, Emiliano Pepe, DJ Phra (Crookers) e i Two Fingerz. Dal punto di vista musicale si caratterizza per le varie sperimentazioni di musica elettronica, mentre i testi risultano distanti dai cliché dell'hip hop italiano.

## Tracce
Testi e musiche di Jacopo Matteo Luca D'Amico, eccetto dove indicato.
1. Pater Noster introduttivo – 1:45
2. Signora del lago o musica senza musicisti – 5:13
3. Home Made Cavei (con DJ Phra) – 1:38 (Francesco Barbaglia, Jacopo Matteo Luca D'Amico)
4. Ricollocamento di un operaio – 1:48
5. Corallo e vespe (con 2Fingerz) – 3:24 (Daniele Lazzarin, Jacopo Matteo Luca D'Amico)
6. Zafferano vulcano siciliano (con DJ Phra) – 4:08 (Francesco Barbaglia, Jacopo Matteo Luca D'Amico)
7. Non la 1 ma la 2 (con 2Fingerz) – 2:46 (Daniele Lazzarin, Jacopo Matteo Luca D'Amico)
8. Lo amore per tutti – 4:53
9. Salv Army III – 1:28
10. Sqdr G7 – 4:41
11. Prima fila Mississippi Remix – 4:03 (Francesco Gaudesi, Stefano Fonda, Jacopo Matteo Luca D'Amico)
12. Bobby's Back to Houston – 5:06
13. Salendo sempre più (dentro te) – 4:04
14. Variazioni sul tema via Lessona – 2:15
15. Domenica Messina – 3:09
16. La prima risposta (con Steno Fonda e Emiliano Pepe) – 3:59 (Stefano Fonda, Jacopo Matteo Luca D'Amico)
17. La fedina penale – 1:17
18. Quando la linea della vita risulta occupata – 2:41
19. Lunedì mestieri (con Emiliano Pepe) – 3:12
20. Zucchero luminoso – 3:06
21. Tempo critico rilettura 2006 – 1:56
22. Ciccio (fammi una canna) (con Frankie Gaudesi) – 4:27 (Francesco Gaudesi)
23. Commo una troia – 3:29
24. The Sleepy Molotov (analità universale) – 3:00